# Dirk Wears White Sox
Dirk Wears White Sox — дебютный студийный альбом британской группы Adam & the Ants (тогда ещё называвшихся …Antz), выпущенный лейблом Do It Records в октябре 1979 года.

## Об альбоме
Пластинку группа записала в своём первом составе, который распался сразу после её выхода (трое участников перешли в Bow Wow Wow, новый проект Малкольма МакЛарена). В стилистическом отношении материал альбома являл собой эклектическую смесь панк-рока, глэм-рока и постпанковского минимализма, наполненную странной образностью; основные его темы — секс, насилие и одиночество человеческой личности.
«Cleopatra» и «Never Trust a Man (With Egg on his Face)» оставались в концертном репертуаре Адама Анта на протяжении всей его карьеры. После успеха второго альбома Kings of the Wild Frontier ранние синглы Zerox и Cartrouble были перевыпущены и поднялись в Британии соответственно до 45-го и 33-го места.
После того, как Адам Ант приобрёл права на альбом, он был перевыпущен Epic Records в 1983 году и переоформлен (по образцу Friend or Foe). Ререлиз возмутил фэнов, поскольку несколько треков в нём были ремикшированы, а все «сомнительные» места из текстов вымараны («Catholic Day» — о Джоне Ф. Кеннеди, «Day I Met God»). В новую версию (вместо «Catholic Day» и «The Day I Met God») вошли «Kick!», «Zerox» и «Whip In My Valise». «Cartrouble» был представлен одной «частью».
В 1995 году альбом был перевыпущен в Великобритании в оригинальном варианте. В 2004 году вышел ремастеринг альбома с бонус-треками.

## Список композиций
1. «Car Trouble Part 1»
2. «Car Trouble Part 2»
3. «Digital Tenderness»
4. «Nine Plan Failed»
5. «Day I Met God»
6. «Table Talk»
7. «Cleopatra»
8. «Catholic Day»
9. «Never Trust a Man (With Egg On His Face)»
10. «Animals and Men»
11. «Family of Noise»
12. «The Idea»

## 2004 (ремастеринг)
1. Cartrouble (Parts 1 & 2) — 6.51
2. Digital Tenderness — 3.03
3. Nine Plan Failed — 5.18
4. Day I Met God — 2:58
5. Tabletalk — 5.34
6. Cleopatra — 3.15
7. Catholic Day — 3.08
8. Never Trust A Man (With Egg On His Face) — 3.13
9. Animals And Me — 3.20
10. Family Of Noise — 2.36
11. The Idea — 3.26
12. Zerøx — 3.48"
13. Whip In My Valise — 4.00
14. Kick! — 1.36
15. Physical — 3.59
16. Cartrouble (Parts 1 & 2) (Hughes Mix) — 6.36
17. Friends — 2.40
18. Cartrouble (Single Version) — 3.24
19. Kick! (Single Version) — 2.06

- Треки 12-13 — из Zerøx 7" (июль 1979, Do-It)
- 14-17 — из Kick 12" EP (март 1982, Do-It)
- 18-19 — из Cartrouble 7" (март 1980, Do-It)

## Участники записи
- Адам Ант — вокал, гитара, фортепиано, гармоника
- Дэвид Браб — перкуссия
- Мэтью Эшман — гитара, фортепиано
- Эндрю Уоррен — бас-гитара
- Марко Пиррони — гитара
- Джон Мосс — ударные